# Nagnouma Coulibaly
Nagnouma Coulibaly (* 31. května 1989 Bamako, Mali) je malijská basketbalistka, členka reprezentačního týmu Mali na olympijských hrách v Pekingu v roce 2008 a hráčka francouzského Basket Landes.